# Ментон (Индијана)
Ментон (енгл. Mentone) град је у америчкој савезној држави Индијана.

## Демографија
По попису из 2010. године број становника је 1.001, што је 103 (11,5%) становника више него 2000. године.
| Група             | 2000.       | 2010.       |
| Белци             | 838 (93,3%) | 930 (92,9%) |
| Афроамериканци    | 1 (0,1%)    | 3 (0,3%)    |
| Азијати           | 0 (0,0%)    | 0 (0,0%)    |
| Хиспаноамериканци | 53 (5,9%)   | 48 (4,8%)   |
| Укупно            | 898         | 1.001       |